# Kumhari
Kumhari ist eine Stadt im indischen Bundesstaat Chhattisgarh.
Die Stadt ist Teil des Distrikts Durg. Kumhari hat den Status eines Municipal Council. Die Stadt ist in 15 Wards gegliedert. Sie hatte am Stichtag der Volkszählung 2011 35.044 Einwohner. Die Stadt befindet sich in der Nähe von Bhilai.